# Krzysztof Tchórzewski (polityk)
Krzysztof Józef Tchórzewskiⓘ (ur. 19 maja 1950 w Rzążewie) – polski polityk i inżynier.
Poseł na Sejm I, III, V, VI, VII, VIII, IX i X kadencji, w latach 1997–2001 sekretarz stanu w Ministerstwie Transportu i Gospodarki Morskiej, w 2007 sekretarz stanu w Ministerstwie Gospodarki, w 2015 minister-członek Rady Ministrów, a następnie do 2019 minister energii w rządach Beaty Szydło oraz Mateusza Morawieckiego.

## Życiorys
Syn Mieczysława i Teresy. W 1974 ukończył studia na Wydziale Elektrycznym Politechniki Warszawskiej. W latach 1974–1990 pracował w Oddziale Zasilania Elektroenergetycznego PKP-Siedlce (na stanowiskach elektromontera, kontrolera i naczelnika oddziału).
W latach 80. działał w opozycji demokratycznej, pełnił funkcję przewodniczącego siedleckiego oddziału Regionu Mazowsze NSZZ „Solidarność” (od 1981). Należy do Stowarzyszenia Elektryków Polskich (był prezesem oddziału siedleckiego w latach 1989–1990). W latach 1990–1992 pełnił funkcję wojewody siedleckiego. Od 1993 był prezesem zarządu spółki akcyjnej Inter-Poligrafia.
W latach 1994–1997 był dyrektorem spółki Srebrna. W rządzie Jerzego Buzka (1997–2001) pełnił funkcję sekretarza stanu w Ministerstwie Transportu i Gospodarki Morskiej. Następnie pracował w przedsiębiorstwie PKP Energetyka jako członek zarządu i dyrektor ds. ekonomiczno-finansowych.
Od 1990 do 1999 należał do Porozumienia Centrum (był wiceprezesem tej partii od 1993 do 1997 i jej prezesem od 1997 do 1999, kierował również oddziałem siedleckim PC). Następnie działał w PPChD (był jego sekretarzem generalnym). Później do 2003 pełnił funkcję sekretarza generalnego SKL-RNP. W 2004 wstąpił do Prawa i Sprawiedliwości, zasiadł w komitecie politycznym tej partii.
Sprawował mandat posła I kadencji z ramienia PC i III kadencji z ramienia Akcji Wyborczej Solidarność. W 1993 i 2001 bez powodzenia ubiegał się o reelekcję. Od 2002 do 2005 zasiadał w sejmiku mazowieckim. W 2005 z listy Prawa i Sprawiedliwości został wybrany na posła V kadencji w okręgu siedleckim. 2 marca 2007 został powołany na stanowisko sekretarza stanu w Ministerstwie Gospodarki w rządzie Jarosława Kaczyńskiego. Funkcję tę pełnił do 23 listopada 2007. W wyborach parlamentarnych w 2007 po raz czwarty uzyskał mandat poselski, otrzymując 22 413 głosów. W wyborach w 2011 z powodzeniem ubiegał się o reelekcję, dostał 22 787 głosów. W 2015 został ponownie wybrany do Sejmu, otrzymując 26 372 głosy.
16 listopada 2015 został powołany na ministra bez teki w rządzie Beaty Szydło; powierzono mu prowadzenie prac w zakresie zorganizowania Ministerstwa Energii. 1 grudnia 2015 został odwołany z tego stanowiska i jednocześnie powołany na urząd ministra energii. 11 grudnia 2017 objął dotychczasowe stanowisko ministerialne w nowo utworzonym rządzie Mateusza Morawieckiego. Na stanowisku ministra energii między innymi przeforsował rozpoczęcie budowy przez państwowe spółki energetyczne Energa i Enea nowego bloku C elektrowni węglowej w Ostrołęce, którą następnie zarzucono z uwagi na nierentowność inwestycji, a także wyburzono wykonane budowle. Ocenia się, że przyniosło to państwowym podmiotom około miliard złotych strat. Według komentatorów było to jedną z przyczyn likwidacji Ministerstwa Energii kierowanego przez Krzysztofa Tchórzewskiego i rozdzielenia jego kompetencji w kolejnym rządzie powstałym w 2019.
W wyborach w 2019 uzyskał mandat posła IX kadencji, otrzymując 62 891 głosów. Objął funkcję przewodniczącego Komisji Gospodarki i Rozwoju. 15 listopada 2019 zakończył pełnienie funkcji ministra w związku z likwidacją Ministerstwa Energii. W marcu 2021 został przez premiera Mateusza Morawieckiego powołany na przewodniczącego Rady Doradców Politycznych. W wyborach w 2023 kolejny raz został wybrany do Sejmu, zdobywając 25 867 głosów.

## Życie prywatne
Żonaty z Teresą, ma czterech synów, w tym Karola, działacza samorządowego i polityka PiS.

## Odznaczenia
Otrzymał Srebrny Krzyż Zasługi (1987). W 2001, za wybitne zasługi dla rozwoju transportu, za osiągnięcia w działalności publicznej, został odznaczony przez prezydenta Aleksandra Kwaśniewskiego Krzyżem Kawalerskim Orderu Odrodzenia Polski, a w 2005 Krzyżem Oficerskim tego orderu.